# Karbazol
Karbazol (dibenzopirol, difenylenoimina, 9-azafluoren) – organiczny związek chemiczny z grupy aromatycznych związków heterocyklicznych, o szkielecie analogicznym do fluorenu. Jest to związek trójpierścieniowy, występujący w smole pogazowej. Używany jest do produkcji barwników oraz w analizie chemicznej. Jest stosowany jako środek owadobójczy. Należy do chromoforów (λmax 256 nm, α ≥19000 w etanolu).
Jest zbudowany z dwóch pierścieni benzenowych połączonych pierścieniem pirolowym. Cały układ trójpierścieniowy ma geometrię płaską i charakter w pełni aromatyczny, pomimo że środkowy pierścień pięcioczłonowy nie dysponuje 6 prawdziwymi elektronami π. Jest bardzo słabą zasadą, co wynika z faktu, że sprotonowanie niszczy aromatyczność środkowego pierścienia. Jego pKBH+ w wodzie jest podawane różnie w różnych źródłach, od szacunków klasyfikujących je pomiędzy pirolem a indolem, po dane eksperymentalne wskazujące wartości −4,9 i −6,0. Ma też bardzo słabe właściwości kwasowe: jego pKa wynosi 15,2. W efekcie w warunkach fizjologicznych występuje wyłącznie w formie obojętnej.